# Turmion Kätilöt
Turmion Kätilöt (dt. Die Hebammen des Verderbens) ist eine finnische Metal-Band, die Elemente des Technos mit denen des Metals vermischt. Die Texte sind in finnischer und englischer Sprache verfasst.

## Bandgeschichte
MC Raaka Pee und DJ Vastapallo kannten sich von der Gothic-Metal-Formation Ancient Drive, in der sie als Keyboarder bzw. Gitarrist aktiv waren. Nach der Auflösung dieser Band beschlossen sie 2003 Turmion Kätilöt zu gründen. Obwohl sie kurz danach mit Master Bates, RunQ (Tarot, EToS) und DQ drei weitere Mitglieder aufnahmen, sind doch sie es, die Texte und Musik schreiben. Ende 2004 kam noch Spellgoth als zweiter Sänger hinzu, der jedoch nur live singt und nicht an den Albenaufnahmen beteiligt ist.
Ihr erstes Album Hoitovirhe (dt. Bedienungsfehler), das auf Platz 28 in den finnischen Album-Charts einstieg, veröffentlichten sie am 20. Mai 2004 bei Ranka Recordings, einem Unterlabel von Spinefarm Records. Zudem koppelten sie zwei Singles aus: Teurastaja (dt. Schlachter), das Platz 5 in den Single-Charts erreichte, und Verta ja lihaa (Platz 12, dt. Fleisch und Blut), zu dem ein Video gedreht wurde. Im April 2005 erschien die EP Niuva 20, deren Titel von einer 20 km vom Aufnahmestudio entfernten Irrenanstalt stammt. Sie stieg auf Platz 2 der finnischen Charts ein und enthält neben drei neuen Liedern auch zwei Liveaufnahmen, eine davon ist das Deep-Purple-Cover Stormbringer, an dem auch Marco Hietala (Tarot, Sinergy, Nightwish) und Tommi Salmela (Cardiant, Tarot) mitwirkten. Am 29. März 2006 erschien das zweite Album Pirun nyrkki (dt. Teufelsfaust), benannt nach einem Puzzlespiel. Das Album erreichte Platz 7 in den Charts, die gleichnamige Single Platz 2.
Nach einigen Streitereien mit dem Label Spinefarm Records bot die Band ihr drittes Album U.S.C.H! auf der Internetseite ihres eigenen Labels, Raha Records, zum kostenlosen Download an. Schließlich konnten diese Streitereien beigelegt werden und Turmion Kätilöt wurde aus dem Vertrag mit Spinefarm entlassen. Das Video zu Minä Määrään (dt. Ich herrsche) wurde für den TV-Broadcast freigegeben. Und am 13. Mai 2009 wurde U.S.C.H! mit zwei neuen Tracks auch als CD in den Handel gebracht und stieg daraufhin auf Platz 6 in die finnischen Albumcharts ein.
Am 16. Oktober 2010 erschien die Single Ihmisixsixsix, die dem neuen Album Perstechnique vorausgeht, das am 19. Februar 2011 im Rahmen der Finnish Metal Expo in Helsinki veröffentlicht wurde, bevor es am 23. Februar auch international in den Handel ging.

## Diskografie

### Alben
| Jahr | Titel Musiklabel                                  | Höchstplatzierung, Gesamtwochen, AuszeichnungChartsChartplatzierungen (Jahr, Titel, Musiklabel, Platzierungen, Wochen, Auszeichnungen, Anmerkungen) | Anmerkungen                                                                                                 |
| Jahr | Titel Musiklabel                                  | FI | Anmerkungen                                                                                                 |
| ---- | ------------------------------------------------- | --- | --- |
| 2004 | Hoitovirhe Ranka Recordings / Spinefarm Records   | FI28 (3 Wo.)FI | Erstveröffentlichung: 24. Mai 2004 Produzent: Mikko Karmila (Finnvox Studios)                               |
| 2006 | Pirun nyrkki Ranka Recordings / Spinefarm Records | FI7 (2 Wo.)FI | Erstveröffentlichung: 29. März 2006 Produzent: Sami Jämsén (Studio Perkele)                                 |
| 2008 | U.S.C.H! Raha Records                             | FI6 (1 Wo.)FI | Erstveröffentlichung: 6. November 2008 (MP3) / 6. Oktober 2009 (CD) Produzent: Janne Tolsa (Note On Studio) |
| 2011 | Perstechnique Osasto-A Records                    | FI6 (3 Wo.)FI | Erstveröffentlichung: 23. Februar 2011 Produzent: Janne Tolsa (Note On Studio)                              |
| 2013 | Technodiktator Osasto-A Records                   | FI4 (4 Wo.)FI | Erstveröffentlichung: 27. September 2013 Produzent: Janne Tolsa (Note On Studio)                            |
| 2015 | Diskovibrator Osasto-A Records                    | FI1 (6 Wo.)FI | Erstveröffentlichung: 25. September 2015 Produzent: Janne Tolsa (Note On Studio)                            |
| 2017 | Dance Panique Osasto-A Records                    | FI4 (6 Wo.)FI | Erstveröffentlichung: 17. März 2017 Produzent: Janne Tolsa (Note On Studio)                                 |
| 2018 | Universal Satan Osasto-A Records                  | FI1 (7 Wo.)FI | Erstveröffentlichung: 14. September 2018 Produzent: Janne Tolsa (Note On Studio)                            |
| 2020 | Global Warning Nuclear Blast                      | FI1 (11 Wo.)FI | Erstveröffentlichung: 17. April 2020 Produzent: Janne Tolsa (Note On Studio)                                |
| 2023 | Omen X Nuclear Blast                              | FI2 (6 Wo.)FI | Erstveröffentlichung: 13. Januar 2023                                                                       |
| 2024 | Reset Nuclear Blast                               | FI—FI | Erstveröffentlichung: 25. Oktober 2024                                                                      |

### Kompilationen
- 2012: Mitä näitä nyt oli (Ranka Recordings / Spinefarm Records; Erstveröffentlichung: 6. Juli 2012)

### EPs
| Jahr | Titel Musiklabel                              | Höchstplatzierung, Gesamtwochen, AuszeichnungChartsChartplatzierungen (Jahr, Titel, Musiklabel, Platzierungen, Wochen, Auszeichnungen, Anmerkungen) | Anmerkungen                                                                     |
| Jahr | Titel Musiklabel                              | FI | Anmerkungen                                                                     |
| ---- | --------------------------------------------- | --- | ------------------------------------------------------------------------------- |
| 2005 | Niuva 20 Ranka Recordings / Spinefarm Records | FI2 (3 Wo.)FI | Erstveröffentlichung: 13. April 2005 Produzent: Mikko Karmila (Finnvox Studios) |

### Singles
| Jahr | Titel Album               | Höchstplatzierung, Gesamtwochen, AuszeichnungChartsChartplatzierungen (Jahr, Titel, Album, Platzierungen, Wochen, Auszeichnungen, Anmerkungen) | Anmerkungen                                                                       |
| Jahr | Titel Album               | FI | Anmerkungen                                                                       |
| ---- | ------------------------- | --- | --------------------------------------------------------------------------------- |
| 2003 | Teurastaja Hoitovirhe     | FI5 (9 Wo.)FI | Erstveröffentlichung: 1. Dezember 2003 Produzent: Mikko Karmila (Finnvox Studios) |
| 2004 | Verta ja lihaa Hoitovirhe | FI7 (2 Wo.)FI | Erstveröffentlichung: 29. März 2006 Produzent: Mikko Karmila (Finnvox Studios)    |
| 2006 | Pirun nyrkki              | FI2 (6 Wo.)FI | Erstveröffentlichung: 6. November 2006 Produzent: Sami Jämsén (Studio Perkele)    |
| 2009 | Lentävän kalpan ukko      | FI14 (1 Wo.)FI | Erstveröffentlichung: 2009 Produzent: Janne Tolsa (Note On Studio)                |
| 2009 | Verkko heiluu             | FI18 (1 Wo.)FI | Erstveröffentlichung: 2009 Produzent: Janne Tolsa (Note On Studio)                |

Weitere Singles
- 2008: Minä määrään (U.S.C.H.!; Erstveröffentlichung: 21. Mai 2008; Produzent: Janne Tolsa (Note On Studio))
- 2010: Ihmisixisixsix (Perstechnique; Erstveröffentlichung: 2010; Produzent: Janne Tolsa (Note On Studio))
- 2013: Jalopiina (Technodiktator; Erstveröffentlichung: 2013; Produzent: Janne Tolsa (Note On Studio))
- 2015: Vastanaineet (Diskovibrator; Erstveröffentlichung: 2015)
- 2016: Pimeyden Morsian (Erstveröffentlichung: 27. Mai 2016; limitiert auf 200 Exemplare)
- 2017: Hyvää Yötä (Universal Satan (LP Version); Erstveröffentlichung: 2017)
- 2019: Vihreät Niityt (Erstveröffentlichung: 2. Juli 2019)
- 2022: Hengittä
- 2023: Isä Meidän

## Musikvideos
- 2004: Verta Ja Lihaa
- 2008: Minä Määrään
- 2010: Ihmisixsixsix (Regie: Toni Hiltunen)
- 2011: Grandball mit Peter Tägtgren (Regie: Toni Hiltunen)
- 2014: Rehtori (Regie: Toni Riekkinen)
- 2015: Hyvissä Höyryissä (Regie: Toni Riekkinen)
- 2015: Lataa ja varmista (Regie: Rauli Ylitalo)
- 2017: Dance Panique (Regie: Rauli Ylitalo)
- 2018: Sikiö (Regie: Rauli Ylitalo)
- 2018: Faster Than God (Regie: Elina Ylkänen)
- 2020: Sano Kun Riittää (Regie: Rauli Ylitalo)
- 2020: Kyntövuohi (Regie: Elina Ylkänen)
- 2022: Hengittä
- 2023: Isä Meidän (Regie: Rauli Ylitalo)

## Bilder

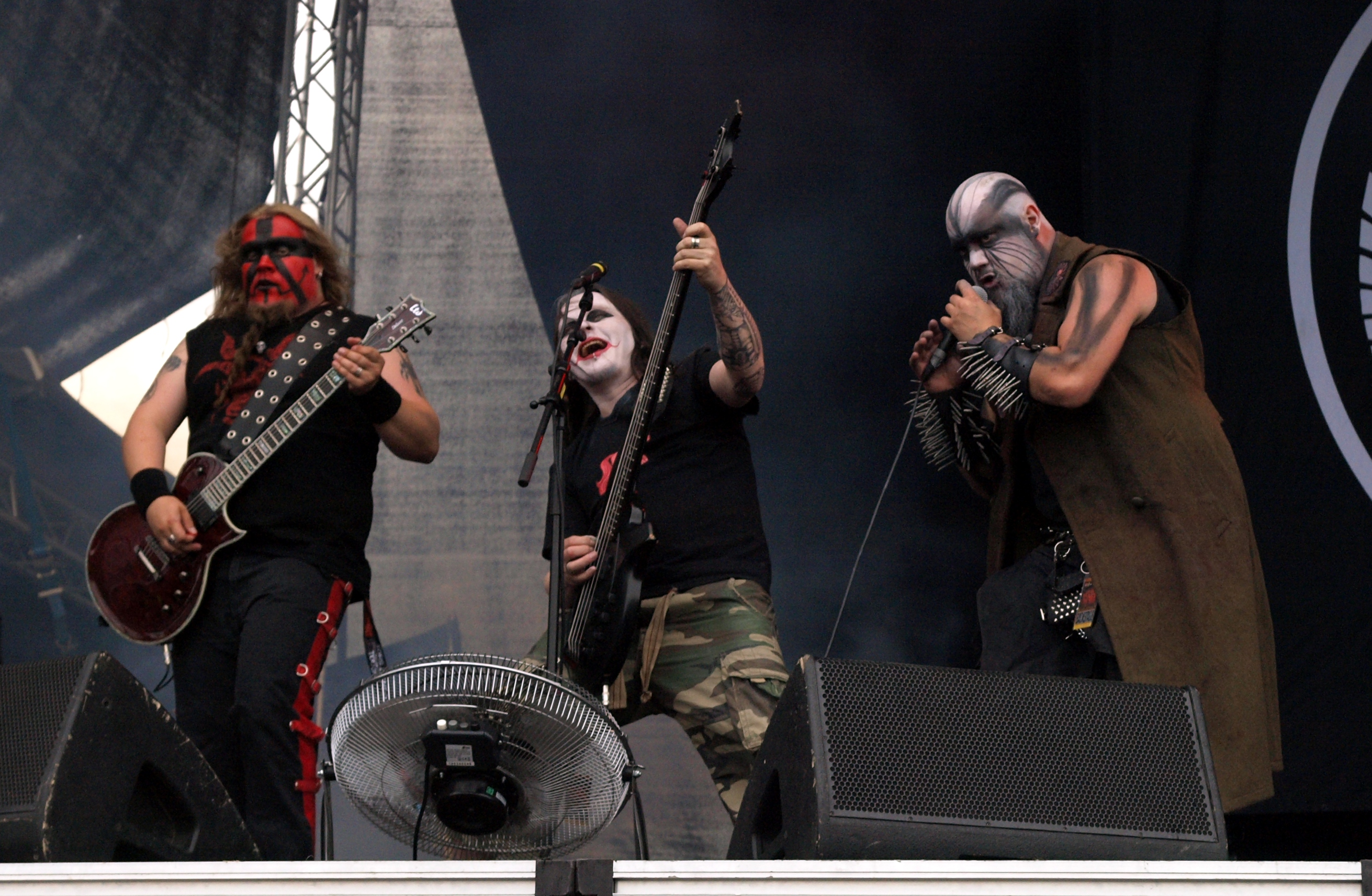
Bobby Undertaker, Master Bates und MC Raaka Pee
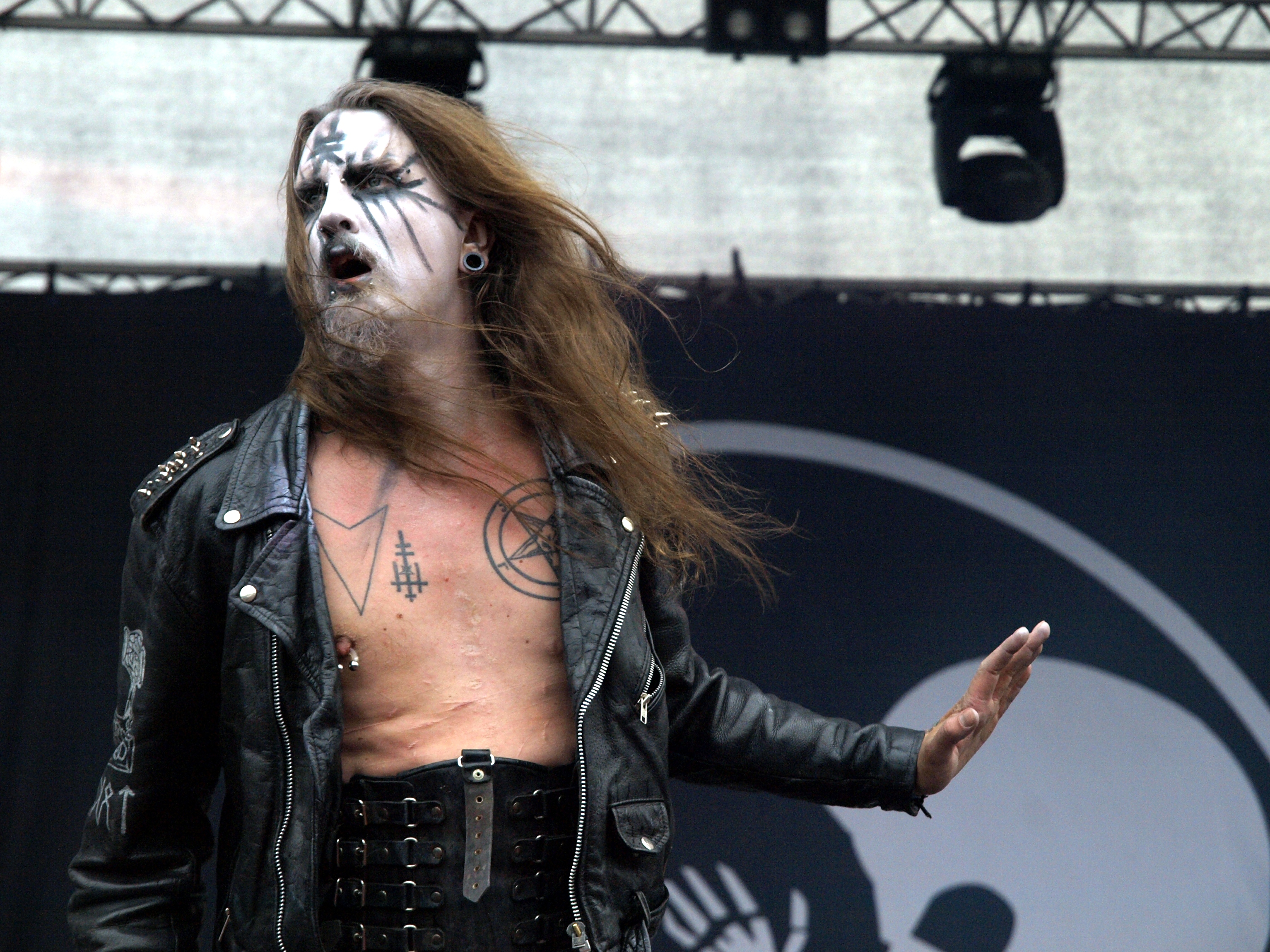
Spellgoth